# Santo Stefano di Magra
Santo Stefano di Magra is een gemeente in de Italiaanse provincie La Spezia (regio Ligurië) en telt 8368 inwoners (31-12-2004). De oppervlakte bedraagt 14,0 km², de bevolkingsdichtheid is 633 inwoners per km².

## Demografie
Santo Stefano di Magra telt ongeveer 3331 huishoudens. Het aantal inwoners steeg in de periode 1991-2001 met 5,8% volgens cijfers uit de tienjaarlijkse volkstellingen van ISTAT.
| Jaar | Inwoneraantal |
| ---- | ------------- |
| 1991 | 7884          |
| 2001 | 8344          |

## Geografie
Santo Stefano di Magra grenst aan de volgende gemeenten: Aulla (MS), Bolano, Sarzana, Vezzano Ligure.

## Geboren
- Cesare Arzelà (1847-1912), wiskundige

## Galerij

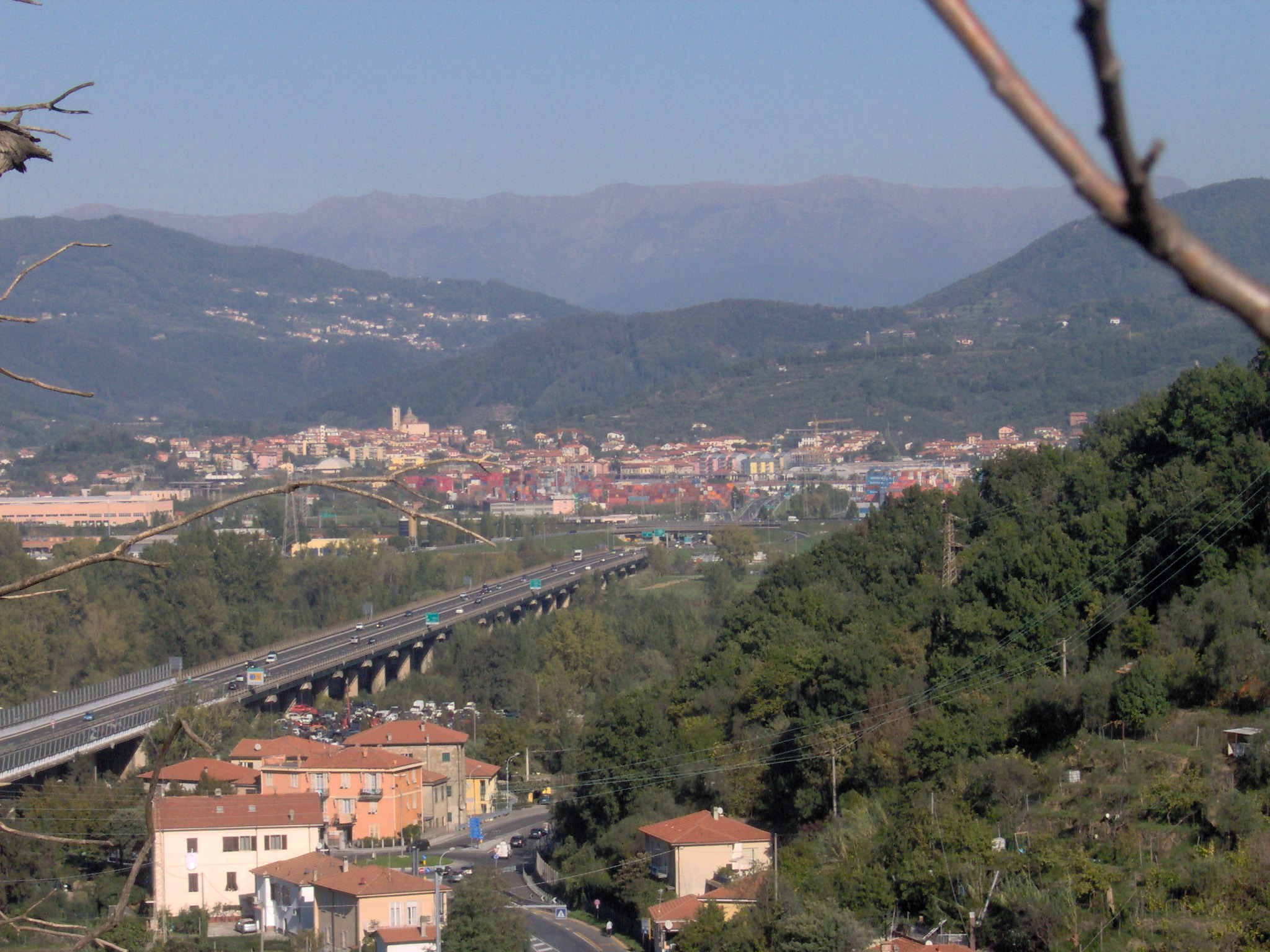
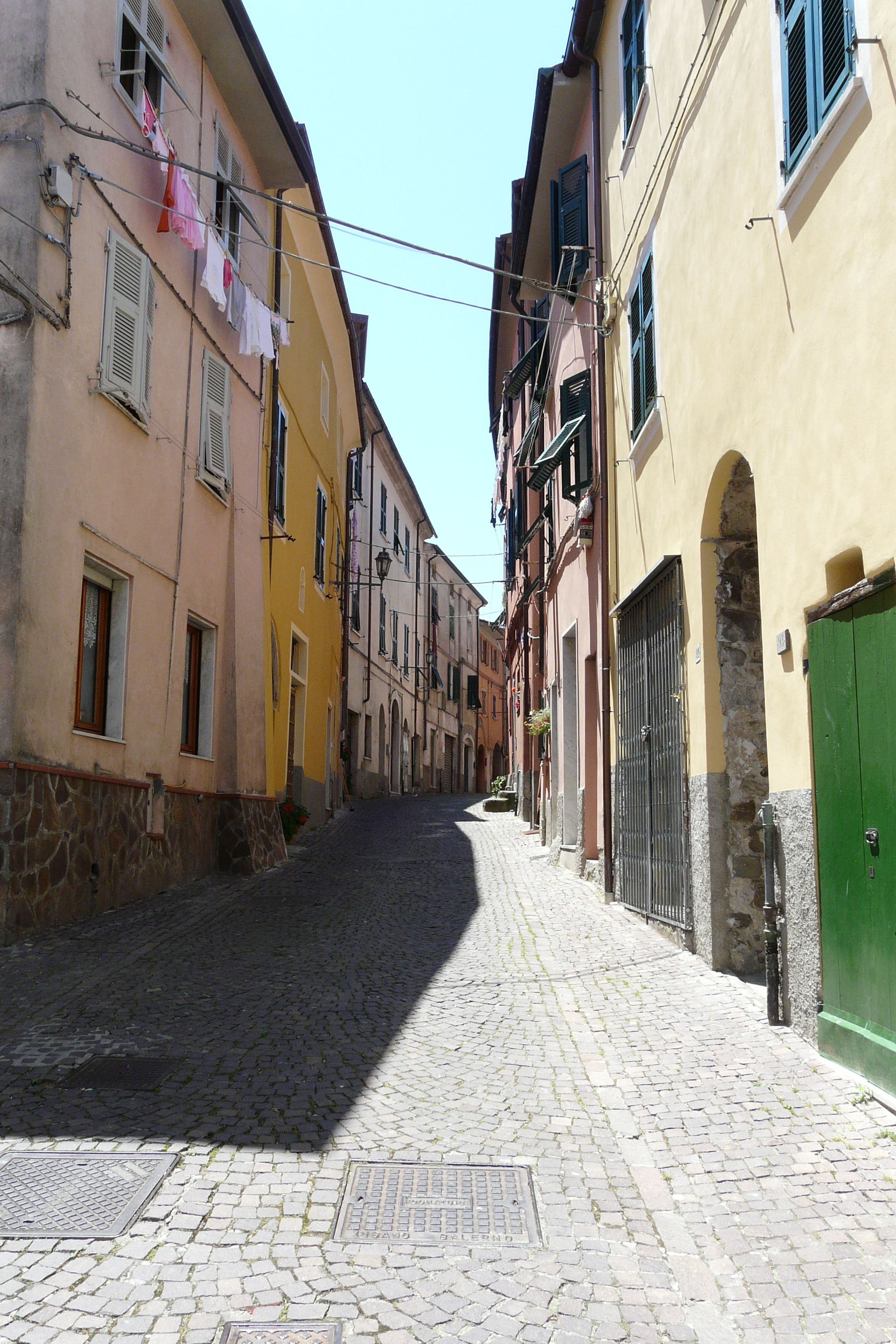
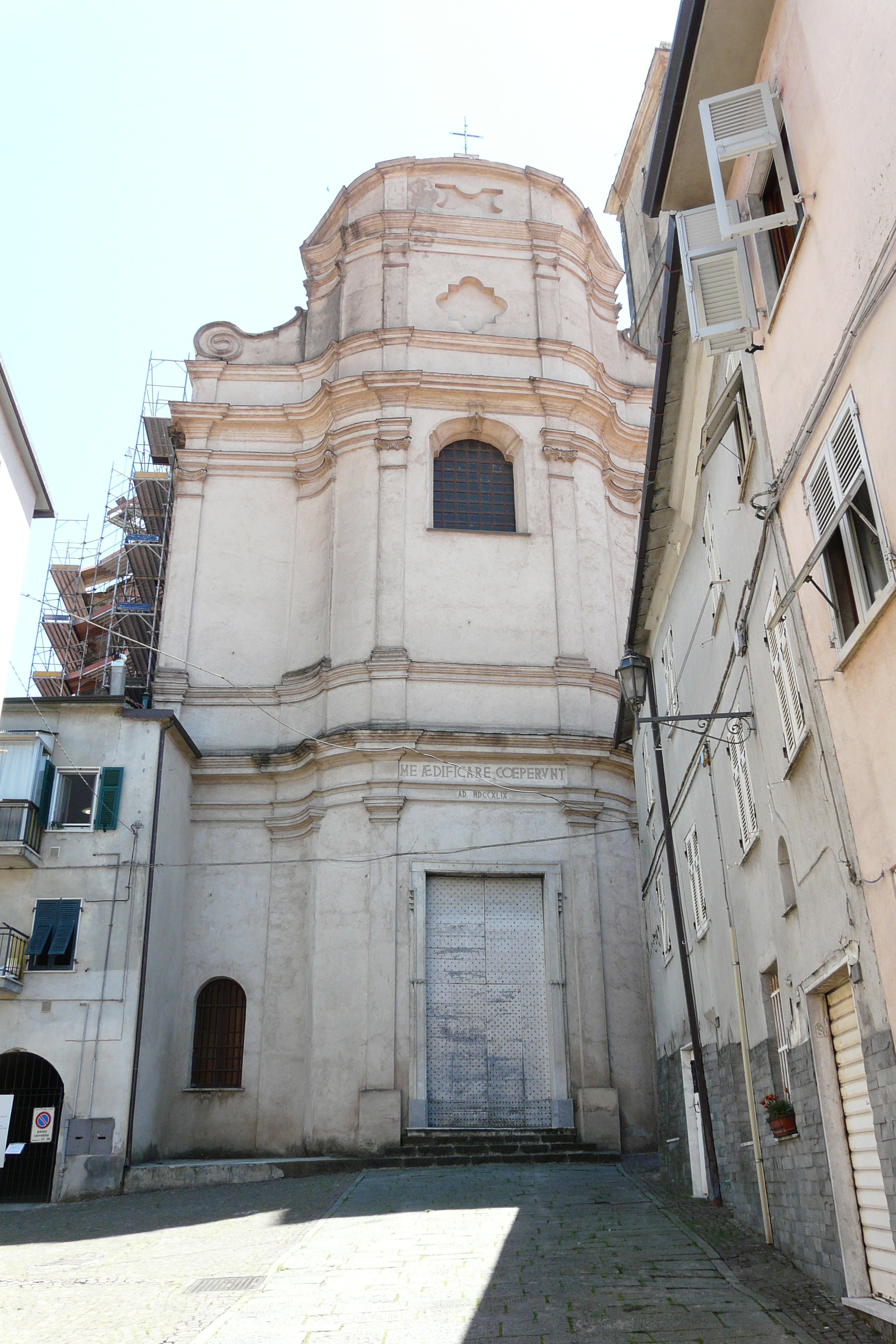
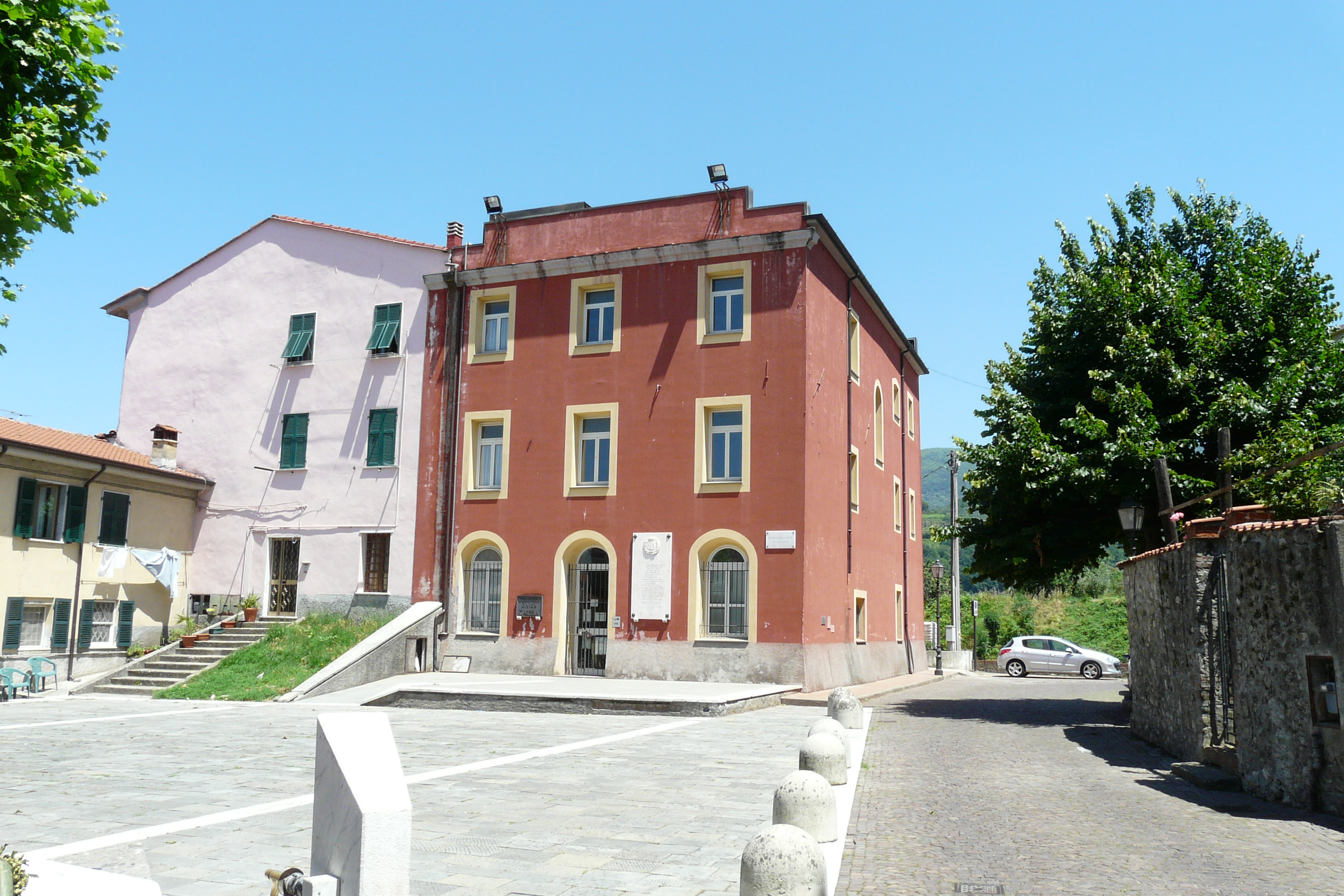

Ameglia · Arcola · Beverino · Bolano · Bonassola · Borghetto di Vara · Brugnato · Calice al Cornoviglio · Carro · Carrodano · Castelnuovo Magra · Deiva Marina · Follo · Framura · La Spezia · Lerici · Levanto · Maissana · Monterosso al Mare · Ortonovo · Pignone · Porto Venere · Riccò del Golfo di Spezia · Riomaggiore · Rocchetta di Vara · Santo Stefano di Magra · Sarzana · Sesta Godano · Varese Ligure · Vernazza · Vezzano Ligure · Zignago
1. ↑  https://demo.istat.it/?l=it.